# Malva
Malva é um género de plantas herbáceas da família Malvaceae que inclui aproximadamente 30 espécies. O termo malva é também o nome-comum das plantas deste gênero. O género distribui-se geograficamente pelas regiões tropicais, subtropicais e temperadas de África, Ásia e Europa. As suas folhas são alternadas, lobadas e palmadas. As flores medem de meio a 5 cm, com cinco pétalas rosa ou brancas.
Algumas espécies são utilizadas como plantas ornamentais em jardins, enquanto outras são invasivas, como na América, continente onde foram introduzidas.
Algumas são comestíveis como verdura. A M. verticillata é produzida, em escala limitada, na China.

## Etimologia
O nome do género está em consonância com o grego “malátto” [amoleço] e com “malákhe” [emoliente, benevolente], com referência às propriedades emolientes(a) desta planta. Cresce perto de vedações, ao longo de caminhos e muros antigos, nas proximidades de campos cultivados.

## Espécies
- M. aegyptia
- M. aethiopica
- M. alcea
- M. assurgentiflora
- M. brasiliensis
- M. canariensis
- M. cathayensis
- M. cretica
- M. dendromorpha
- M. hispanica
- M. microcarpa
- M. microphylla
- M. mohileviensis
- M. moschata
- M. neglecta
- M. nicaeensis
- M. pacifica
- M. parviflora
- M. preissiana
- M. pseudolavatera
- M. pusilla
- M. qaiseri
- M. rotundifolia
- M. stipulacea
- M. subovata
- M. sylvestris
- M. transcaucasica
- M. tournefortiana
- M. trifida
- M. verticillata

- Commons
- Wikispecies

## Sinonímia
- Axolopha  (DC.) Alef.
- Dinacrusa G. Krebs

## Outros nomes
- Malva-cheirosa
- Gerâneo-aromático
- Malva-grande
- Malva-das-boticas
- Malva-silvestre
- Malva-de-casa
- Malva-rosa
- Rosa-chinesa
- Marsh Mallow
- Malva-Cheirosa
- Malva de-Dente
- Malva de Banho
- Malva grossheimii Iljin
- Gul-Khair
- Kunzi
- Vilayatiikangai
- Blue Mallow
- "Cheeses"
- Common Mallow
- High Mallow
- Mauve Des Bois
- Tall Mallow
- Develik
- Ebegumeci
- Ebem Gumeci
- Ebe Gumeci
- Panirac
- Panīrak
- Khébbayzé
- Khébbazé
- Khobeizé

## M. sylvestris
A Malva sylvestris é uma planta medicinal com propriedades anti-inflamatórias, calmantes, expectorantes, emolientes e antimicrobianas, isso devido a característica de realizar a produção de alguns metabólitos secundários importantes como mucilagem, taninos, óleos essenciais, glicolipídeos e flavonóides. Esses metabólitos secundários estão presentes em maior quantidade principalmente nas folhas e flores, sendo os principais compostos encontrados nas folhas, gossipetin 3-sulfato-8-O-b-d glucósido (gossipina),  3-O-b-d-glucopiranosil-8-O-b-d-glucuronopiranosideo, hipolaetina 4'-metiléter8-O-b-dglucuronopiranosídeo, hipolaetina 8-O-b-d-glucuronopiranosídeo e isoscutelareina 8-O-b-dglucuronopiranosideo, nas flores foram encontrados principalmente flavonoides, antocianinas (malvina, oenina, malvidina, delfinidina, cloreto de delfinidina, genisteína,miricetina e derivados de apigenina, quercetina e campferol).
Quantidades significativas de mucilagem pode ser encontrada na Malva, sustancias como,  ácido glucurónico, ácido galacturonico, ramnose, galactose, frutose, glicose, sacarose e trehalose, mas ácido urônico, arabinose, manose, xilose, fucose podem ser encontradas entre a raiz, folhas e flores da planta. A planta tambem produz diversos terpenos, entre eles alguns se encontram nas folhas, como: linalol, ácido linalol-1-óico, (6R, 7E, 9S)-9-hidroxi-4,7- megastigmadien-3-ona, (3S, 5R, 6S, 7E, 9R)-5,6-epoxi-3,9-dihidroxi-7-megastigmene, blumenol A, (3R, 7E)-3-hidroxi-5,7-megastigmadien-9-ona, (+)- dehidrovomifoliol, (3S, 5R, 6R, 7E, 9R)-3,5,6,9-tetrahidroxi-7-megastigmene e (6E, 8S, 10E, 14R)-3,7,11,15- tetrametilhexadeca 1,6,10-trien-3,8,14,15-tetraol. Na semente se encontra quantidades de terpineol além da espécie por inteiro ter a presença de quantidades significantes de carotenóides.

## Classificação do gênero
| Sistema | Classificação                        | Referência               |
| ------- | ------------------------------------ | ------------------------ |
| Linné   | Classe Monadelphia, ordem Polyandria | Species plantarum (1753) |
| Linné   | Classe Spermatopsida, ordem Malvales | The Taxonomicon          |

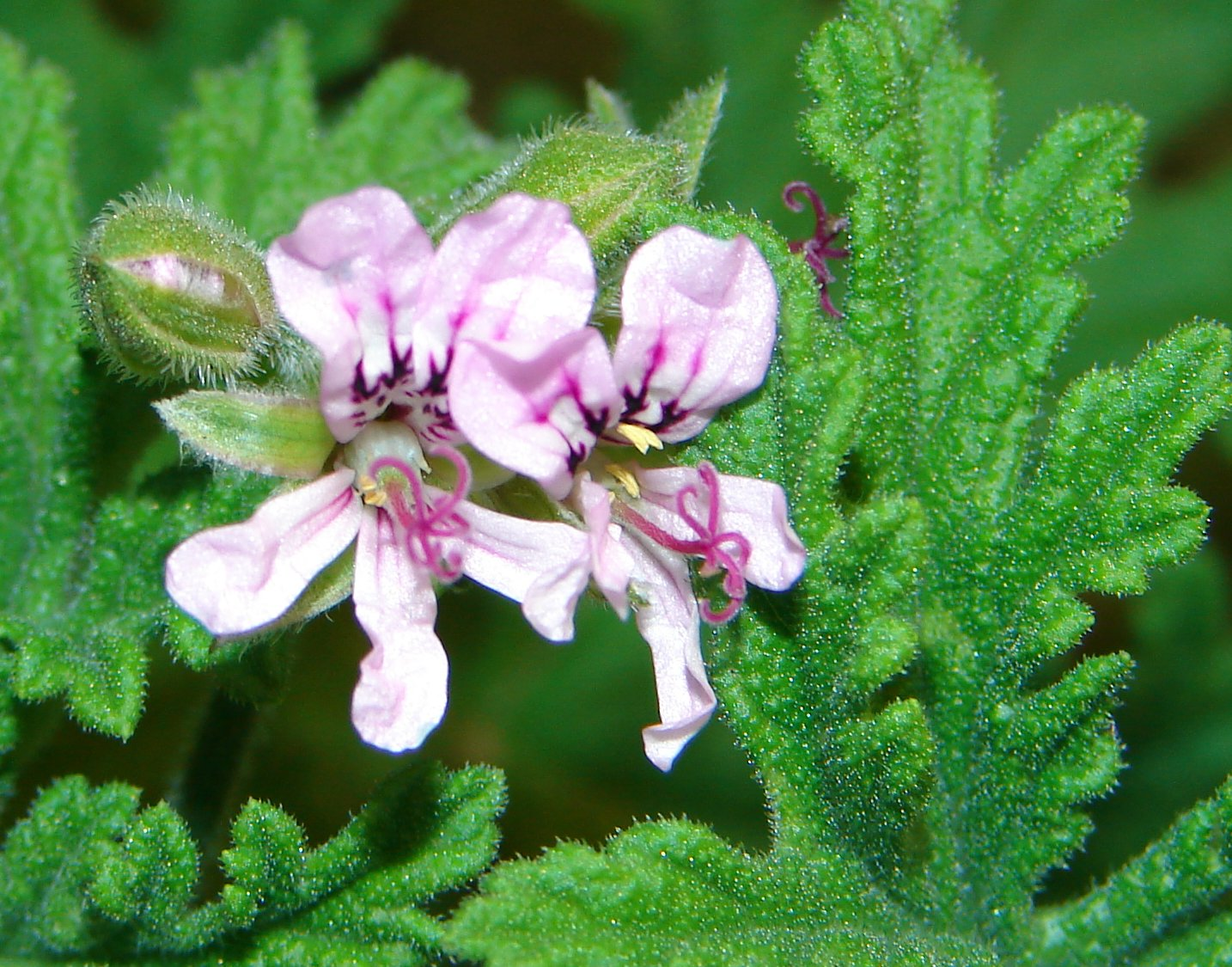
Flor e Folhas da M. sylvestris

| Reino:   | Plantae       |
| Filo:    | Traqueofita   |
| Classe:  | Spermatopsida |
| Ordem:   | Malvales      |
| Família: | Malvaceae     |
| Género:  | Malva         |
| Espécie: | M. sylvestris |

## Características
A espécie M. sylvestris pode ser glabra ou pilosa, com até 1 m de altura. Possui folhas alternas simples, com 3 a 7 lobadas, de 6 a 12 cm de diâmetro, longo pecioladas, palminérvea, com margem irregularmente serrada.
Suas flores são hermafroditas, diclamídeas, pentâmeras, de coloração lilás a violáceas reunidas em inflorescência axilares do tipo fascículo; 
O cálice com 5 pétalas estreitas na base e bilobadas no ápice e com linhas longitudinais escuras, muitos estames soldados pelos filetes, formando um tubo proeminente na flor, que possui anteras lilases. 
É uma planta herbácea anual, perene, de 20 a 80 cm, erecta ou prostrado-erecta; flores com pétalas grandes, três vezes maiores que o próprio cálice, violáceas ou violáceo-purpúreas dispostas 2 a 7 em cada axila; possui epicálice (invólucro externo do cálice) com bractéolas ovadas ou lanceoladas; folhas com 5 a 7 lóbulos crenados. Floresce no verão.
Todas as partes da planta têm propriedades terapêuticas, mas, em geral, os efeitos farmacológicos da malva são atribuídos às folhas e flores, principalmente devido à presença de alguns flavonoides e mucilagens nestas partes. As mucilagens são um dos principais componentes responsáveis pelos efeitos terapêuticos da malva, essencialmente devido à sua atividade de supressão da tosse. O conteúdo pode variar de acordo com a parte da planta, mas, em geral, podem ser encontradas elevadas percentagens de mucilagens nas folhas (6,0-7,2%), flores (3,8-7,3%) e raízes (7,5%)

## Uso
A Malva é muito utilizada em medicamentos para placas dentárias, evitando o crescimento de bactérias na região. Em medicamentos como o Malvatricin, com ação antisséptica para dor de garganta, afecções da boca e aftas, a Malva sylvestris L. é usada como excipiente.
A Malva além de ser usada para dor de garganta, também tem como uso em tosses e dor no peito, devido a característica de dissolver mucosidades. Além disso, na odontologia a Malva sylvestris L. pode ser usada em casos de gengivite, abscesso na boca, inflamações e aftas
No entanto os efeitos da utilização da malva é narrada de forma controversa, tendo alguns autores que não encontram ação antimicrobiana relevante em extratos de malva e alguns estudos afirmam achar efeito contra bactérias como Escherichia coli, Salmonella, Bacillus cereus, Staphylococcus aureus, Pseudomonas aeruginosa e Bacillus subtilis.

## Efeitos na Saúde
A planta, preparada em infusão, têm diversos efeitos na saúde humana, dentre eles, é possível citar: efeito anti-inflamatório, regulador dos sintomas da menopausa e TPM, no tratamento de vaginite e candidíase, e além disso, existem estudos que analisam sua eficácia sobre seu uso no controle glicêmico (diabetes) e para inibir a resistência de microrganismos a antibióticos e antifúngicos.
No passado, a malva era muito utilizada para tratar problemas digestivos e, principalmente contra inflamação, irritação e tosse. Pode-se atribuir a ela propriedades anti-inflamatórias, emolientes, laxantes e mucolíticas. 
Também é comumente utilizada em infecções cutâneas da cavidade bucal e de outras mucosas (preparada como compressa localizada e/ou bochecho).

## Distribuição Geográfica
É originária da Europa, mas o gênero distribui-se geograficamente pelas regiões tropicais, subtropicais e temperadas de África, Ásia e Europa. Algumas espécies são utilizadas como plantas ornamentais em jardins, enquanto outras são invasivas, como na América, continente onde foram introduzidas.
No Brasil, não existe naturalmente a espécie de M. sylvestris, entretanto, existem espécies de outros gêneros que também são popularmente conhecidas como "malva", dessa forma, é preciso tomar cuidado para não confundir as plantas. Estima-se que no Brasil, existam 243 gêneros da família das malváceas no mundo e aproximadamente 80 deles são encontrados na flora brasileira, ou são cultivados, como o quiabo, o algodoeiro, a alteia, etc. 

## Medicina Alternativa
O Óleo essencial de Malva possui potencial preventivo de envelhecimento precoce da pele é um bom cicatrizante, antioxidante, é útil em fórmulas para melhorar a celulite, trabalha as carências afetivas, medos e depressões.  As propriedades presentes na Malva- rosa também resgatam o feminino dentro do indivíduo, curando traumas sexuais e bloqueios com a figura da “mãe”. Por isso, ele é indicado em problemas de carência afetiva, medo, paliativo para depressão, falta de ânimo e entusiasmo. Também é recomendado seu uso como antisséptico, no tratamento de herpes, controle de oleosidade da pele e do cabelo, também para peles envelhecidas e desidratadas.
Como possui propriedades anti-inflamatórias muito presentes também pode ser usado para regular os sintomas da menopausa e da TPM e no tratamento de vaginite e candidíase.
O óleo essencial de malva possui  ésteres que o tornam um óleo mais sedativo, ansiolítico e potente em níveis terapêuticos. Utilizado na forma de banho, inalação, compressa,  argila, gel, massagem e creme.